# Helerești
Helerești falu Romániában, Erdélyben, Fehér megyében.

## Fekvése
Vidrișoara közelében fekvő település.

## Története
Helereşti korábban Vidrișoara része volt, 1956 körül vált külön, ekkor 60 lakosa volt.
1966-ban 70, 1977-ben 75, 1992-ben 61, 2002-ben pedig 68 román lakosa volt.